# James Shotwell
James Thomson Shotwell, (6 août 1874, Strathroy, Ontario, 15 juillet 1965 New York,) est un professeur d'histoire des relations internationales à l'université Columbia. il est classé usuellement parmi les idéalistes en relations internationales. Il a joué un rôle important dans la création du bureau international du travail en 1919 et dans l'ajout d'une déclaration universelle des droits de l'homme à la charte des nations unies.

## Œuvre
Livres
- The Diplomatic History of the Canadian Boundary, 1749-1763 with Max Savelle
- At the Paris Peace Conference (1937)
- An Introduction to the History of History (1922)
- Plans and Protocols to End War (1925)
- War as an Instrument of National Policy (1929)
- The Origins of the International Labor Organization (1934)
- On the Rim of the Abyss (1936), traduit en français sous le titre Au bord du gouffre, préfacé par Édouard Herriot
- The Great Decision (1944)
- The Long Way to Freedom (1960).